# Pandższir (prowincja)
Pandższir (pers. پنجشیر) – prowincja w północno-wschodnim Afganistanie. Jej stolicą jest Bazarak.
Utworzono ją w 2004 roku przez podzielenie prowincji Parwan. Powierzchnia wynosi 3610 km², a populacja w 2021 roku wyniosła prawie 173 tys. osób.
Składa się ona z 7 dystryktów:
- Bazarak
- Rukha
- Uanaba
- Dara
- Hisa-e-Awal
- Chotol
- Parian